# Jean-Guihen Queyras

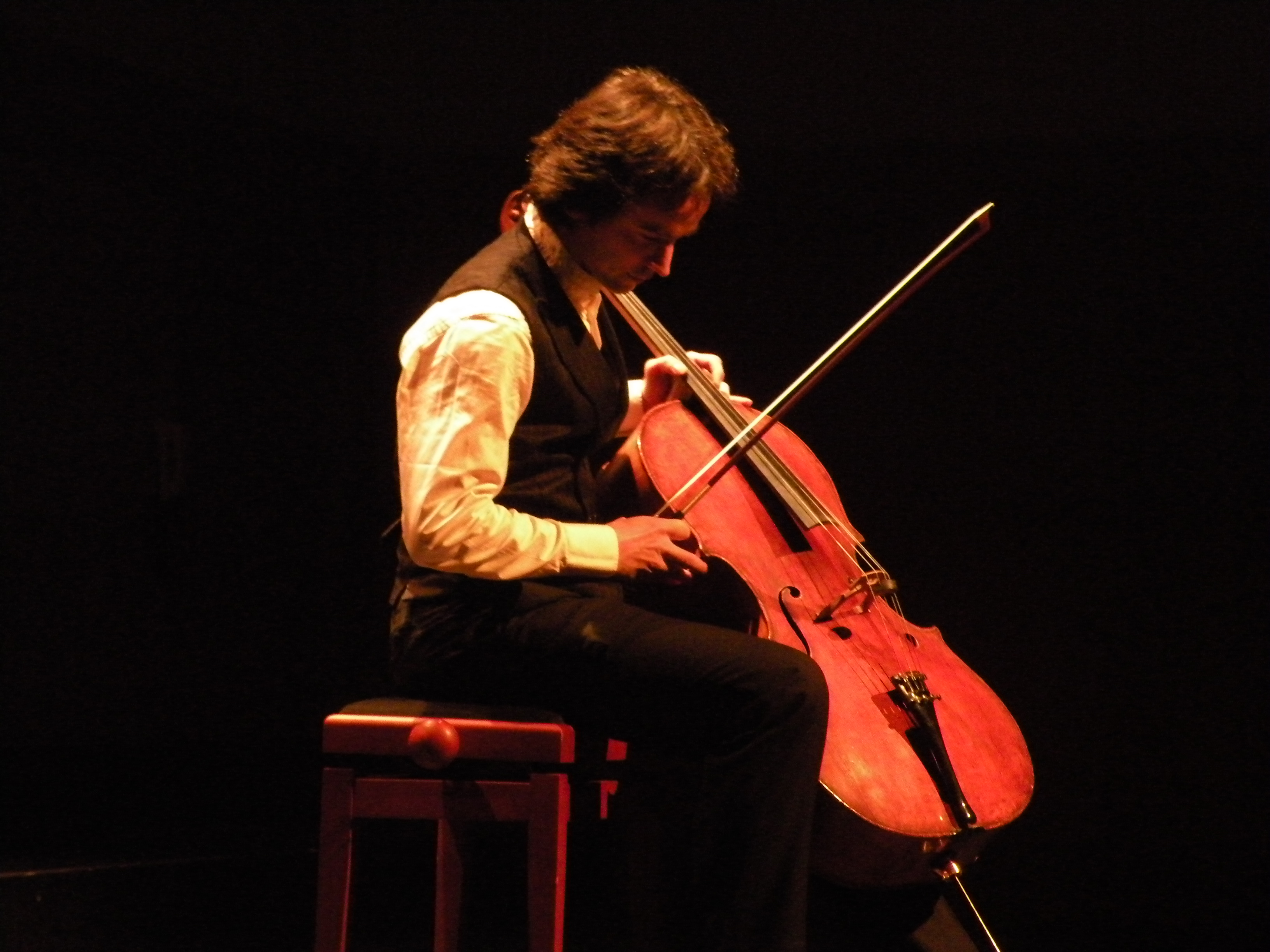
Jean-Guihen Queyras tijdens La Folle Journée in Nantes, 2009.

Jean-Guihen Queyras (Montreal, 11 maart 1967) is een Frans uitvoerend musicus met als specialiteit de cello.

## Levensloop
Hij werd in 1967 in Canada geboren. Op 5-jarige leeftijd verhuisde hij met zijn ouders naar Algerije, drie jaar later naar Frankrijk. Na een studie aan het conservatorium te Lyon vervolmaakte hij zich in Duitsland. Vervolgens studeerde hij bij Timothy Eddy in de Verenigde Staten die veel nadruk legde op de retoriek. Bij zijn terugkeer naar Frankrijk vervoegde hij zich bij het Ensemble InterContemporain van Pierre Boulez en het Musica Antiqua Köln. Daarmee zette hij zijn studietijd verder en startte hij een professionele carrière. Hij had contacten met componisten als Luciano Berio, György Ligeti, György Kurtág en Karlheinz Stockhausen.
Queyras is docent aan de Musikhochschule Stuttgart en artistiek directeur van de Rencontres Musicales van de Haute-Provence. Op veertigjare leeftijd nam hij de Zes suites voor onbegeleide cello (J.S. Bach) op bij het platenlabel Harmonia Mundi. Deze uitvoeringen werden bekroond met onderscheidingen als Top cd - BBC Music Magazine, Diapason d'or, CHOC du Monde de la Musique en 10 de Classica/Répertoire.
Queyras maakt deel uit van het Arcanto Quartet, samen met Antje Weithaas, Daniel Sepec en Tabea Zimmerman. Hij werkt op vaste basis samen met het Ensemble Resonanz uit Hamburg waar hij het ensemble zelf dirigeert vanachter zijn cello. Hij verdeelt zijn tijd evenwichtig met solo-uitvoeringen, kamermuziek en concerti. Deze diversiteit vindt men ook terug in het gekozen repertoire.

De cellist combineert een natuurlijke en doordachte speelstijl met differentiatie in klankkleur en articulatie met grote technische beheersing. Doorzicht in de opbouw, harmonie en grammatica van de partituur zijn voor hem essentiële onderdelen van de interpretatie. Hij stelt dat een muzikant niet alleen eerlijk moet zijn bij de uitvoering, maar ook de gespeelde muziek moet incarneren. 
Sinds november 2005 bespeelt de cellist een cello van Gioffredo Cappa (1696), uitgeleend door het Mécénat Musical Société Générale.

## Onderscheidingen
De cellist won in Toronto in 2002 de Glenn Gould Protege Prize.

In 2008 werd hij de Instrumental Soloist of the Year (Victoires de la Musiqe Classique). Daarnaast ook Artist of the Year door de lezers van Diapason magazine.
In 2022 werd de Anner Bijlsma Award aan hem toegekend.

## Beperkte discografie
- Cellosuite van Benjamin Britten, (1998)
- Messagesquisse van Pierre Boulez (1999)
- Ensemble Magyar: György Kurtág, Sándor Veress, Sonate voor cello van Zoltán Kodály (2000)
- Concertos voor cello van Joseph Haydn.
- Concerto voor cello van Antonín Dvořák
- Arpeggione Sonata van Franz Schubert.
- Cellosuites van Johann Sebastian Bach BWV 1007-1012 met begeleidende DVD The making of (2007)
- Complete Cello Suites van Johann Sebastian Bach - The 2023 Sessions (2024)